# Harrison Township (Champaign County, Ohio)
Harrison Township ist eines von zwölf Townships des Champaign Countys im US-Bundesstaat Ohio. Nach der Volkszählung im Jahr 2000 waren hier 823 Einwohner registriert.

## Geografie
Harrison Township liegt im Nordwesten des Champaign Countys im mittleren Westen von Ohio und grenzt im Uhrzeigersinn an die Townships: Union Township im Logan County, Liberty Township (Logan County), Salem Township, Concord Township, Adams Township und Miami Township (Logan County).

## Verwaltung
Das Township wird durch ein Board of Trustees, bestehend aus drei gewählten Mitgliedern, verwaltet. Zwei Personen werden jeweils im Jahr nach der Präsidentschaftswahl gewählt und eine jeweils im Jahr davor. Die Amtszeit dauert in der Regel vier Jahre und beginnt jeweils am 1. Januar. Daneben gibt es noch einen Township Clerk (zuständig für Finanzen und Budget), der ebenfalls im Jahr vor der Präsidentschaftswahl auf eine vierjährige Amtszeit gewählt wird. Dessen Amtszeit beginnt jeweils am 1. April.